# Карола Шведская
Карола Шведская (Karoline Frederikke Franziska Stephanie Amalia Cecilia, 5 августа 1833 — 15 декабря 1907) — шведская принцесса и последняя королева Саксонии.

## Семья
Принцесса Карола Фредерика Франциска Стефания Амалия Сесилия Шведская родилась в семье наследного принца Швеции Густава и его супруги принцессы Луизы Амелии Баденской. Карола была внучкой свергнутого в 1809 году короля Швеции Густава IV.
В начале 1850-х, она считалась одной из самых красивых принцесс королевской Европы: стройная шатенка, с приятной и благородной внешностью. Её бабушка великая герцогиня Баденская желала женить на ней Наполеона III. Состоялись даже предварительные переговоры и «свидание», под предлогом открытия железной дороги из Страсбурга в Нанси, в июле 1852 года. Но отец невесты, живший тогда на иждивении венского двора, был против этого брака. Из-за нестабильной политической ситуации во Франции и исторического спора своей династии с монархией Наполеона. 20 лет спустя, когда Наполеон III потерял французский трон, принц Ваза заявил: «Я предвидел это!»

## Кронпринцесса Саксонии

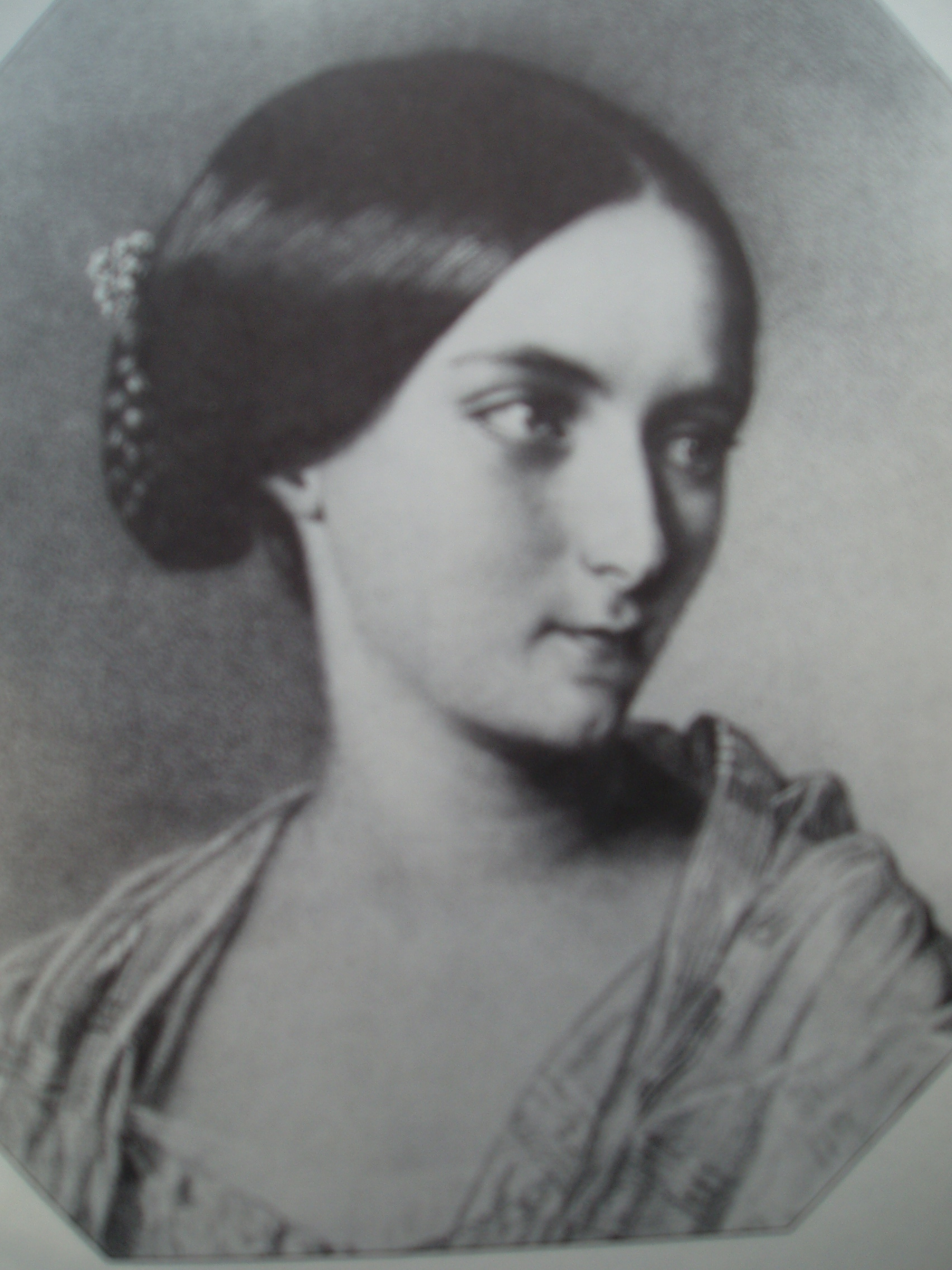
Карола Шведская

В 1852 году, вопреки желанию отца, Карола перешла в католицизм. 18 июня 1853 года, Карола вышла замуж в Дрездене за наследного принца Альберта Саксонского. Их брак был бездетным, всего королева перенесла десять выкидышей.
У неё сложились хорошие отношения с родителями её мужа, и они в трудные минуты всегда поддерживали друг друга. Кронпринцесса активно стала заниматься социальными вопросами королевства. В 1866 году она посетила больницы Саксонии. В 1871 году она сопровождала Альберта во Францию после её поражения в войне с Пруссией.

## Королева
В 1873 году её супруг стал преемником своего отца королём Альбертом I, что делало Каролу королевой. В 1884 году бывшая королевская династия Швеции Ваза заключила мир с новой шведской династией Бернадотами. В связи с этим когда останки её деда, короля Густава IV Адольфа, её отца и брата Людвига были перевезены в Стокгольм и похоронены в склепе королевской семьи. В 1888 году Карола и её супруг совершили официальный визит в Швецию.
Королева Карола внесла важный вклад в организацию здравоохранения в Саксонии, основала множество школ, больниц, пансионатов для больных и домов для инвалидов по всей Саксонии, за что стала очень популярной королевой. Карола овдовела в 1902 году.
Она была 499-й дамой Королевского ордена королевы Марии Луизы.
На момент своей смерти она была последней оставшейся в живых внучкой Густава IV Адольфа.